# Pinacoteca de La Profesa
La Pinacoteca de la Profesa fue inaugurada el 26 de mayo de 1977. 
Se sitúa en un área rescatada para este fin dentro del Templo de San Felipe Neri, más conocido como "La Profesa", en el centro histórico de la Ciudad de México. 
En su nombre queda implícita la doble herencia de sus orígenes. El edificio que la alberga perteneció a la Compañía de Jesús de 1610 a 1767 y a la Congregación del Oratorio de San Felipe Neri desde 1768 hasta la fecha.

## Datos históricos del edificio que la alberga
Ubicado en el corazón de la capital mexicana, el templo y sus instalaciones han sido testigos y parte de la vida capitalina desde 1610 hasta la fecha. 
Los siglos XIX y XX fueron un convulso escenario para todos los habitantes de la Ciudad de México. La guerra de Independencia (1810-1821) con sus escaramuzas en la capital del país; la rebelión de los Polkos (1847) cuando, literalmente, fue cañoneada; el cierre temporal al culto con las Leyes de Reforma (1861) además de la expropiación y venta parcial del inmueble; Demolición de la Casa del Oratorio (1862) para permitir la construcción de la avenida Cinco de Mayo; la Revolución Mexicana (1910) y la Decena Trágica (1913), cuando el centro histórico se volvió un campo de batalla; la Guerra Cristera (1926 – 1929) y la persecución religiosa. Todo esto aunado a remodelaciones (Manuel Tolsá, 1824), inundaciones, temblores e incendios (1914) puede dar una idea del gran esfuerzo que ha implicado la conservación de esta colección.

## Colección
Están expuestas más de 350 pinturas de caballete organizadas desde un punto de vista temático y por orden cronológico en cuatro salas y un anexo del coro del templo: Sala Mariana, Sala Jesuita, Sala Cardenal Newman y Sala Tres Siglos. 
En este espacio se exponen de manera permanente la mayoría de las obras pictóricas custodiadas por la Congregación Oratoriana desde 1768 y que por iniciativa del padre Luis Ávila Blancas, C.O. (fallecido el 29 de enero de 2015) fundador y primer director de la Pinacoteca, se encuentran al alcance del público en general. 
Hasta esa fecha, la Compañía de Jesús había logrado acumular importantes muestras del arte colonial pues enriquecieron el templo y sus habitaciones con bellas pinturas, esculturas y ornamentos, a veces comisionados por ellos mismos, otras veces a través de donaciones y legados. Contaban con firmas de los pintores más relevantes del momento: los Juárez, los Echave y Correa del XVII; y los más prestigiados del XVIII, con Cristóbal de Villalpando a la cabeza, seguido de Miguel Cabrera, cuya vida de San Ignacio cubría los muros de uno de los claustros de la Casa Profesa; y los hermanos Nicolás y Juan Rodríguez Juárez, junto con otros célebres artistas de la misma época. Es fácil entender el grave peligro de perderse que enfrentaron estas obras por la dramática expulsión de los jesuitas en 1767. 
En 1768 al tomar posesión del edificio, los oratorianos llevaron consigo la colección de pinturas que adornaban la antigua iglesia de San Felipe Neri y su claustro. Una vez instalados los padres del oratorio en la ex-Casa Profesa la dedicaron a Ejercicios Espirituales de Encierro para hombres. Existe un magnífico testimonio acerca de la fama de esta colección y lo encontramos en el libro “La vida en México – durante una residencia de dos años en ese país” escrito por Madame Calderón de la Barca y publicado en 1843. La autora nos dice: “Pero es en La Profesa donde se encuentran las mejores pinturas... ¡precisamente en donde no puedo entrar!”, haciendo alusión a la prohibición de la presencia de mujeres en la casa de ejercicios. 
A finales del siglo XIX y principios del XX, la congregación se vio favorecida por importantes donaciones de familias devotas al Oratorio. 
Durante el recorrido se pueden contemplar cuadros de una gran fuerza expresiva de artistas como José Juárez, Baltasar de Echave Orio, Cristóbal de Villalpando, Juan Correa, Miguel Cabrera, Nicolás Rodríguez Juárez, José de Páez, José de Alcíbar, Miguel de Herrera, Juan Sánchez Salmerón, Alonso López de Herrera, Antonio Torres, Fernández Otaz, Juan Tinoco y Pelegrín Clavé.

## Obras destacadas

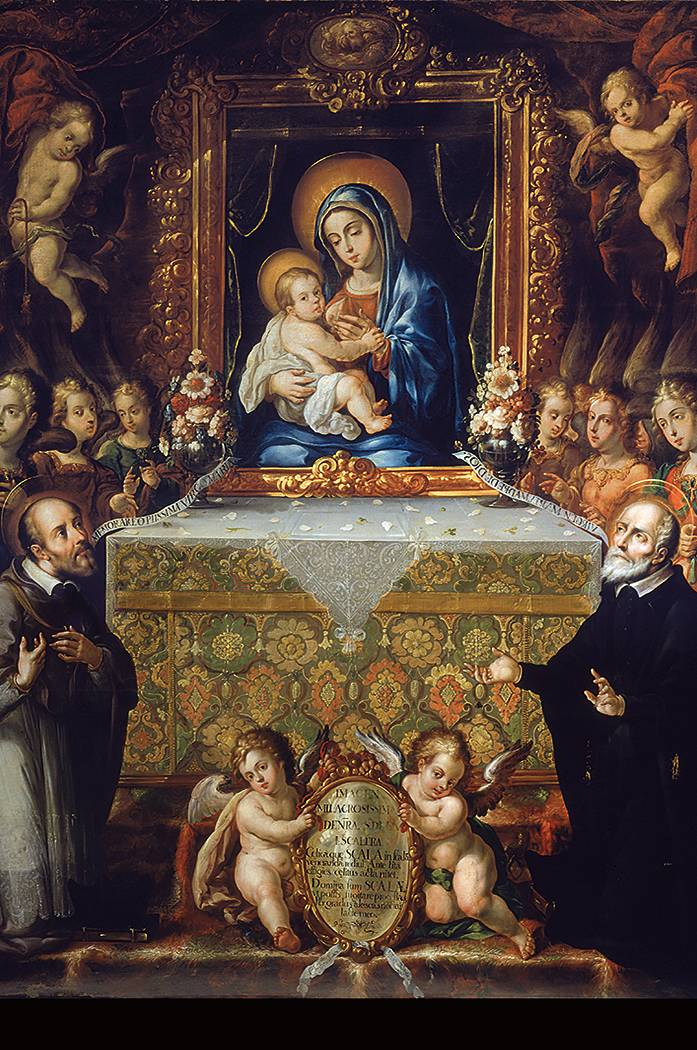
La Virgen de la Escalera, Cristóbal de Villalpando
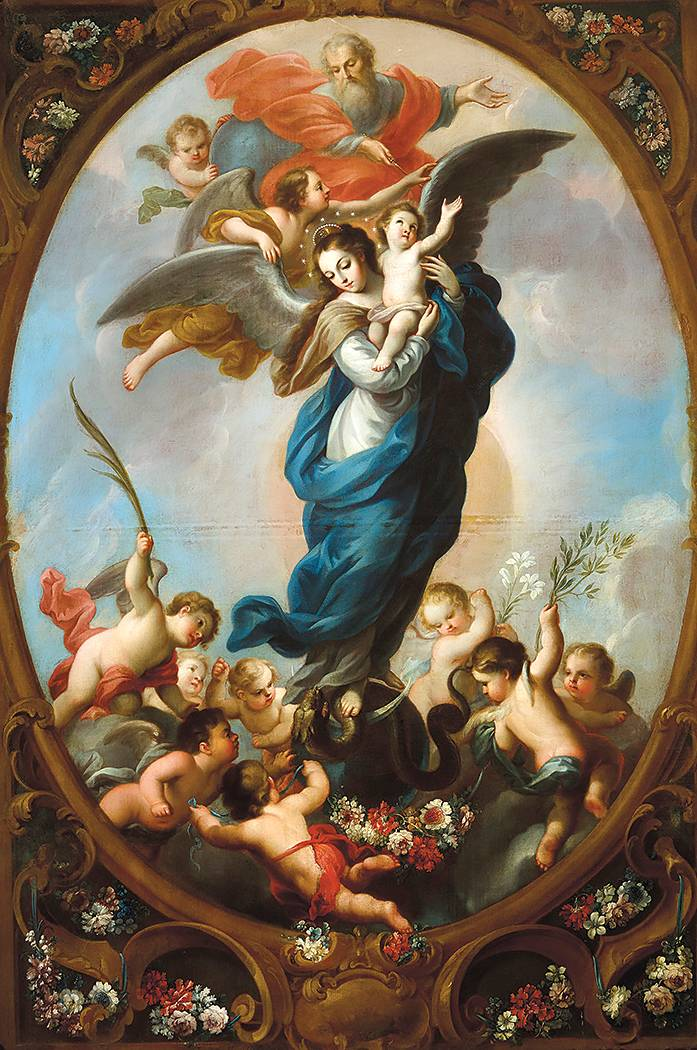
Inmaculada del Apocalipsis, José de Ibarra
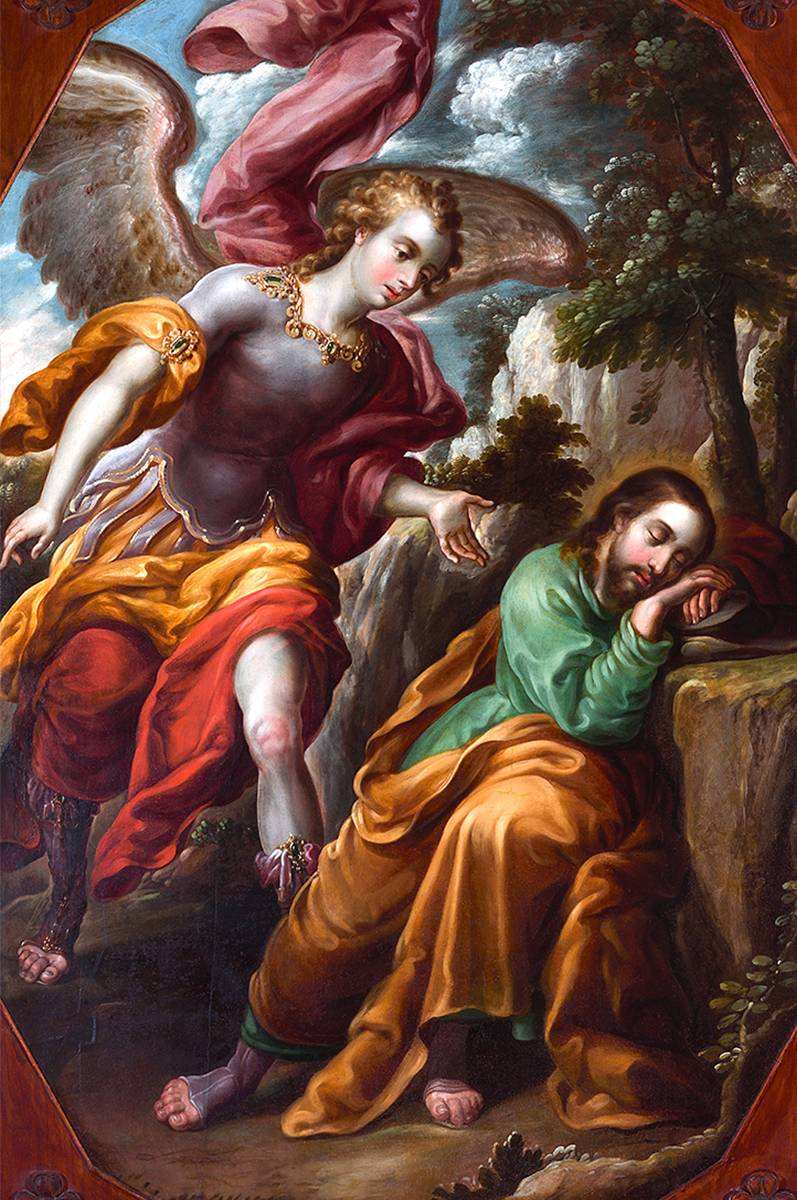
El Sueño de San José, Nicolás Rodríguez Juárez
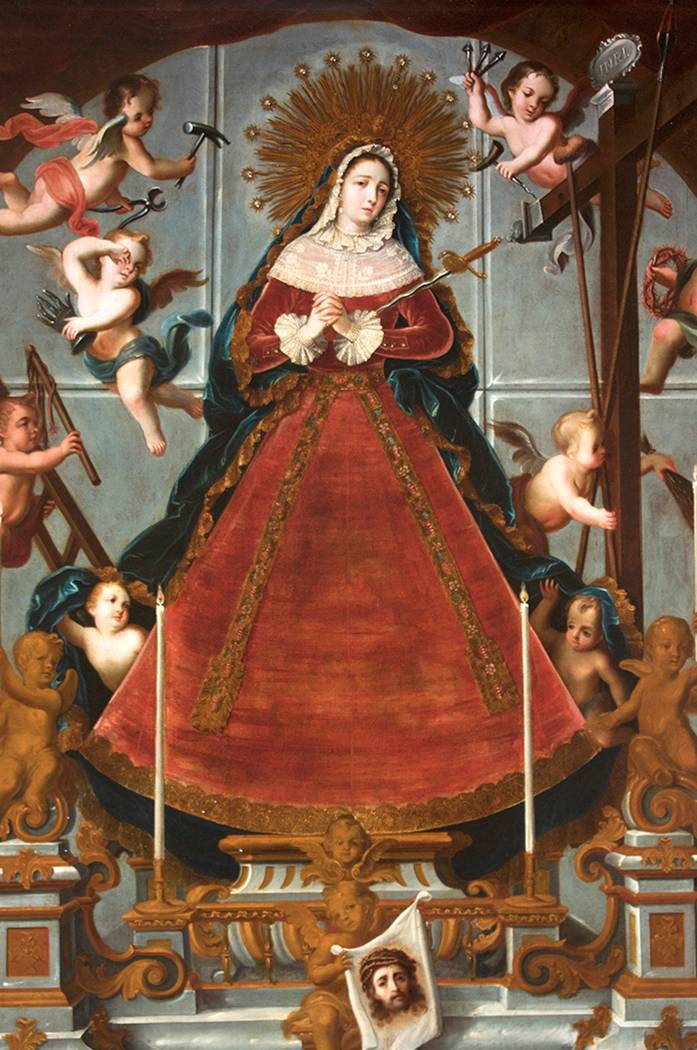
La Virgen de los Dolores (La Porterita), atribuida a Nicolás Enríquez
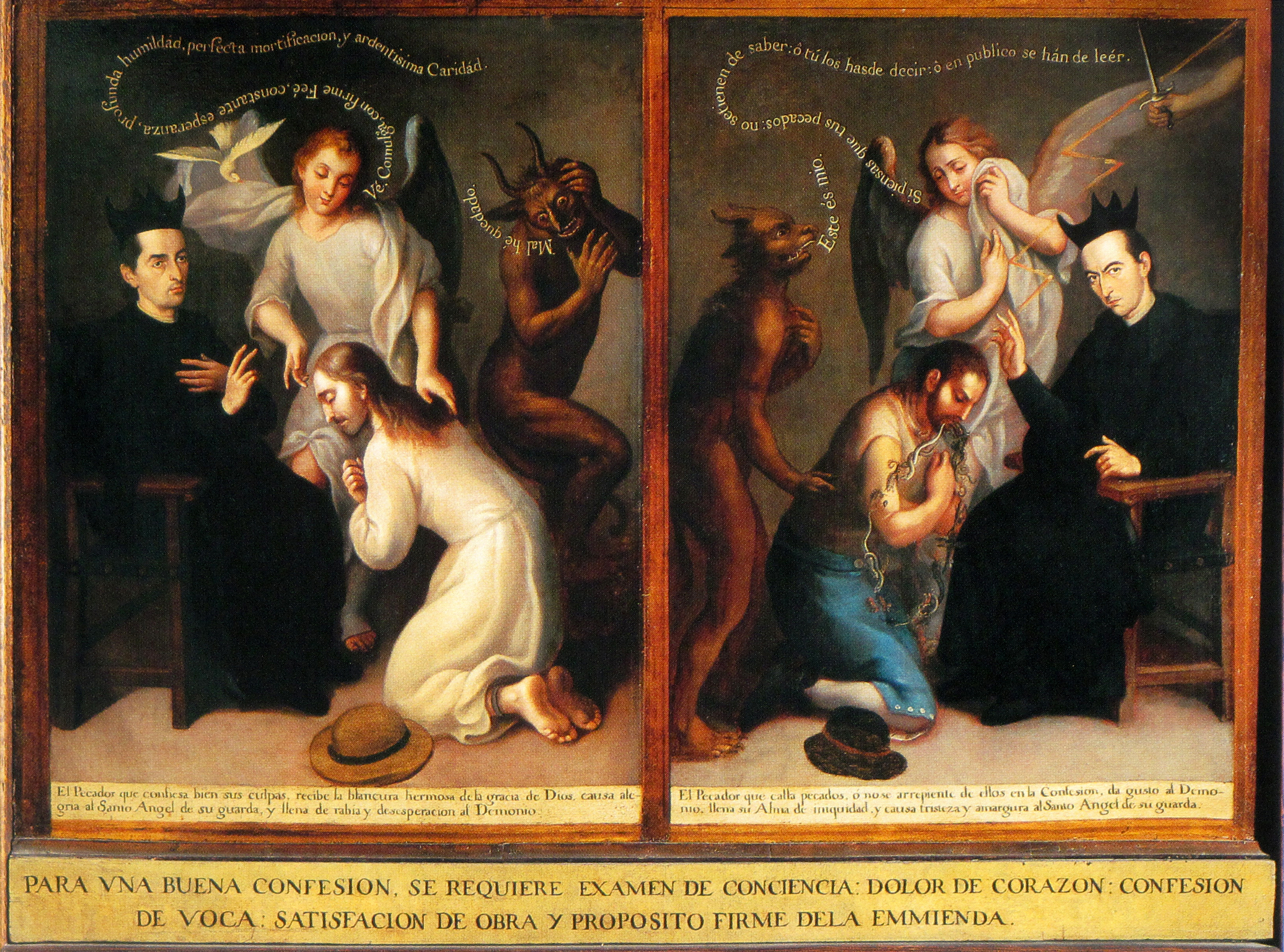
Condiciones para la buena confesión, José de Alcíbar
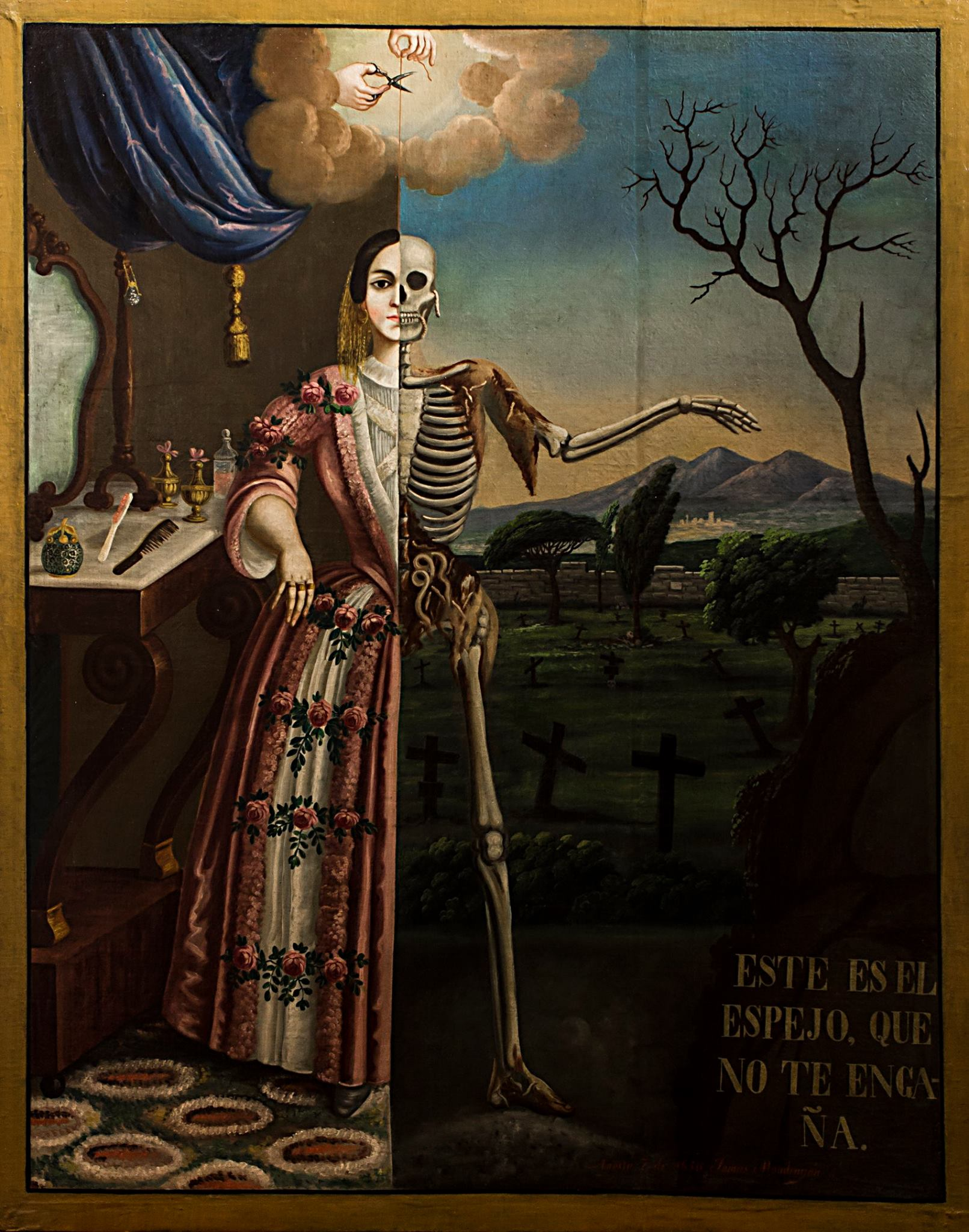
Alegoría de la Muerte (Este es el espejo que no te engaña),  Tomás Mondragón